# 保林
保林是中國古代帝王妃嬪及儲君妾室称号。
西漢为低級妃嬪，魏晋为东宫妾室。《汉书·外戚传上》：“无涓、共和、娱灵、保林、良使、夜者皆视百石。”保林、良娣，汉朝六宫十四等之数，魏晋以后为东宫妾室品秩。
- 曹魏废帝曹芳保林李华
- 曹魏废帝曹芳保林刘勋
- 晋武帝保林庄氏，生新都怀王司马该
- 司马遹保林蒋俊